# Peninsula Malacca
Peninsula Malacca sau Peninsula Malaia, Peninsula Malaya (în limba malay Semenanjung Tanah Melayu, iar în limba thailandeză,  คาบสมุทรมลายู) este o mare peninsulă în sud-estul Asiei, în partea sudică a peninsulei Indochina, cu suprafața de 190 mii km². 
Este de reținut faptul că vechii romani știau de existența ei, numind-o „teritoriul Chersonesus Aurea”.

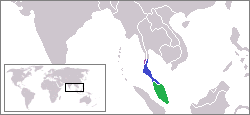
Localizare

## Geografie
Geografic, peninsula Malacca este o fâșie de pământ situată în Asia de Sud-Est care urmează o linie nord-sud și conține cel mai sudic punct al continentului asiatic, în extremitatea sa sudică, Tanjung Piai. Partea sa cea mai îngustă o constituie istmul Kra, care separă strâmtoarea Malacca de Marea Chinei de Sud.
Din formele de relief predomină munții (altitudinea maximă: 2190 m, munții Tahan) și câmpiile de-a lungul țărmurilor. 

## Statele din Peninsula Malacca
Din punct de vedere politic, peninsula Malaya este împărțită între:
- partea de sud a statului Myanmar, care corespunde părții din extremitatea nordică a peninsulei;
- sudul Thailandei[2], care corespunde unei părți centrale a peninsulei;
- partea federației Malaysiei[3], numită și Malaysia peninsulară sau Malaysia occidentală (nu trebuie confundată cu peninsula Malaya, care este termenul geografic);
- statul Singapore, în extremitatea sudică a peninsulei.

În mod tradițional, malaysienii denumesc partea din peninsula pe care o populează Tanah Melayu, care s-ar putea traduce prin expresia: „Pământul Malaysilor”. Această denumire are o conotație politică. Crearea federației Malaysiei în 1946 - 1948, de către britanici, reunind nouă state malayse tradiționale și coloniile Malacca și Penang, a răspuns acestor așteptări, îndeosebi păstrându-se puterea simbolică a sultanilor.
Totuși, vechiul regat Pattani face parte din Thailanda, încă din secolul al XVIII-lea. Această zonă de cultură malaysă și musulmană, situată în apropierea frontierei cu Malaysia, este tulburată de mișcări autonimiste. Cu toate aceste, acest vechi regat malays nu pare să fi cerut realipirea sa la Malaysia.

### Resursele solului
Circa ¾ din teritoriu este acoperit cu păduri ecuatoriale. Pe peninsulă se cultivă intens cauciucul. 

### Resurse ale subsolului
Solurile ascund zăcăminte de minereu de cositor, fier și wolfram, bauxită, aur, cărbune. 

### Clima
Clima este ecuatorială la sudul și subecuatorială la nordul peninsulei.